# Fernando Gil
Fernando Godinho Mendes Gill dit Fernando Gil, né le 3 mars 1937 à Imala, près de  Muecate dans le  Mozambique portugais et mort le 19 mars 2006 à Paris, est un philosophe de la connaissance portugais ayant publié en portugais et en français.

## Biographie
Fernando Gil entreprend  une formation en droit, à l’université de Lisbonne, puis choisit la philosophie de la connaissance. Il se rend à Paris en 1961, où il rencontre comme Ricœur, Derrida, Lucien Goldman. Il obtient son doctorat d’État à la Sorbonne avec Suzanne Bachelard (la Logique du nom).
. Il suivit ensuite sa vocation qui était de conjuguer différents pans du savoir. Ses articles dans les Encyclopédies Einaudi et Universalis révèlent une insatiable curiosité à l’endroit des différents thèmes dont il a traités : représentation, catégorisation, invention, découverte, stratégie du connaître, innovation conceptuelle, connaissance, science, controverse, objectivité… Mais il devait s’arrêter en particulier sur la preuve, l’évidence et la conviction… Lorsqu’en 1984, il publie Mimesis e Negação (Lisbonne, 1984), son chef-d’œuvre, il dédie le livre à la mémoire du penseur portugais José Marinho :
Philosophe, spécialiste de la logique et des questions cognitives, Fernando Gil est, en 1989, directeur d'études à l'École des hautes études en sciences sociales et professeur à l'Université nouvelle de Lisbonne. Il fonde et dirige  la revue de philosophie Analise. Personnalité engagée il est  proche conseiller du président Mario Soares au cours de ses deux mandats (1986-1996).

## Œuvres
- La Logique du nom, Éditions de L'Herne, coll. « Essais et philosophie », Paris, 1971.
- Mimesis e negação, Lisbone, Éditions INCM, 1984.
- Fernando Gil, Preuves, Paris, Aubier, coll. « Bibliothèque du Collège international de philosophie », 1988, 232 p. (ISBN 978-2-7007-3469-0 et 2700734696)
- Fernando Gil, Traité de l'évidence, Grenoble (France), J. Millon, coll. « Krisis », 1993, 269 p. (ISBN 2-905614-83-8, lire en ligne).
- Fernando Gil, La conviction, Paris, Flammarion, coll. « Essais », 2000, 396 p. (ISBN 978-2-08-067848-5).

## Récompenses
- Prémios de Ensaio (1985) pour Mimesis e negação, attribué par le PEN club portugais[7]
- Prémios de Ensaio (1999) avec Helder Macedo pour Viagens do Olhar, attribué par le PEN club portugais [8]
- Grand officier de l'Ordre de l'Infant Dom Henrique (1992)[7]
- Prix Pessoa attribué par l'hebdomadaire Expresso et Unisys (1993)[7]